# Geheimer Kabinettsrat (Gremium)
Der Geheime Kabinettsrat wurde mit dem Erlass vom 4. Februar 1938 von Adolf Hitler errichtet. Er sollte, dem Gründungserlass zufolge, Hitler in der Führung der Außenpolitik beraten.
Der Geheime Kabinettsrat trat niemals zusammen, nicht einmal zu einer konstituierenden Sitzung. Er wurde von Hitler als Kompensation für Neuraths Abberufung vom Posten des Außenministers geschaffen. Zugleich war durch den im Erlass genannten Zweck der Beratung Hitlers in der Außenpolitik klar, dass der Geheime Kabinettsrat keinerlei Wirkung entfalten konnte. Allen Mitgliedern, insbesondere dem bisherigen Außenminister Neurath, war bekannt, dass Hitler keine Beratung, vor allem aber keine Beratung durch Gremien zuließ.

## Mitglieder
1. der am gleichen Tag als Außenminister abgesetzte Konstantin Freiherr von Neurath als Präsident
2. der am gleichen Tag als Außenminister bestellte Joachim von Ribbentrop
3. der Oberbefehlshaber der Luftwaffe der Hermann Göring
4. der Stellvertreter Hitlers in dessen Funktion als Parteivorsitzender Rudolf Heß
5. der Propagandaminister Joseph Goebbels
6. der Chef der Reichskanzlei Hans Heinrich Lammers
7. der Oberbefehlshaber des Heeres des Walther von Brauchitsch
8. der Oberbefehlshaber der Marine Erich Raeder
9. der Chef des OKW Wilhelm Keitel